# Bogidiella balearica
Bogidiella balearica is een vlokreeftensoort uit de familie van de Bogidiellidae. De wetenschappelijke naam van de soort is voor het eerst geldig gepubliceerd in 1973 door Dancau.